# 광주 축구단
광주 축구단(한국 한자: 州蹴球團戰)은 1923년에 광주를 연고로 하여 창단된 축구단이다. 호남 지방 클럽 축구의 효시가 되는 축구단이다. 1939년 호남 지방 최강자를 가리기 위해 전라북도의 전주 축구단과 전광축구전을 개최했다.